# Slag bij Richmond (Louisiana)
De Slag bij Richmond vond plaats op 15 juni 1863 in Richmond, Louisiana tijdens de Amerikaanse Burgeroorlog.

## Achtergrond
Richmond lag langs de belangrijke communicatielijn die Vicksburg met het westen verbond. Na de overwinning van de Noordelijken in de Slag bij Milliken's Bend en de Slag bij Young's Point naderden ze deze lijn steeds dichter. Generaal-majoor William Sherman stuurde brigadegeneraal Joseph Mowers Eagle Brigade eropuit om samen met Alfred W. Ellets Marine Brigade de Zuidelijken uit Richmond te verdrijven.. De Zuidelijke commandant John George Walker beschermde Richmond.

## De slag
Mower en Ellet rukten op naar Richmond. De Marines Brigade vormde de voorhoede. Ellets eenheden werden opgemerkt door Zuidelijke verkenners. Walker stelde zijn soldaten verdekt op. Toen de Noordelijken passeerden vielen de Zuidelijken aan. Terwijl Ellets soldaten vochten, stelde Mower zijn soldaten op en maakte zijn kanonnen schietklaar. Walker liet zijn bagagetrein evacueren. Toen de wagens veilig waren, liet hij zijn soldaten terugtrekken.

## Gevolgen
Walkers soldaten vernietigden de brug om hun aftocht te dekken. Mowers manschappen herbouwden de brug waarna ze Richmond innamen en alle militaire voorzieningen vernietigden.